# Thilo Albrecht von Uslar
Thilo Albrecht von Uslar (* 13. Dezember 1586 in Waake bei Göttingen; † 14. Oktober 1634 in Minden) war ein deutscher General in der Zeit des Dreißigjährigen Krieges.

## Leben
Er war der vierte von sieben Söhnen des braunschweig-wolfenbüttelschen Obersten Hans Ernst von Uslar († 1618 auf Gut Waake). Sein jüngerer Bruder war Oberst Friedrich Moritz von Uslar. Thilo Albrecht erhielt zunächst Privatunterricht, besuchte nachfolgend die Stiftsschule des Klosters Walkenried und anschließend das Pädagogium Göttingen.

### Beginn der militärischen Laufbahn
Er wurde 1601 Edelknabe am Hof des Kurfürsten Johann Adam von Mainz, nach dessen Tod 1604 er als Freiwilliger in den spanischen Militärdienst in die Niederlande ging. Er trat 1605 als Fähnrich in das braunschweig-wolfenbüttelsche Heer Herzog Heinrich Julius’ ein, der gegen die Stadt Braunschweig rüstete. Nach dem missglückten Überrumpelungsversuch auf die Stadt wechselte Thilo Albrecht von Uslar 1606 in spanische Dienste. Eine 1610 begonnene Kavalierstour nach Frankreich brach er nach der Ermordung König Heinrichs IV. im selben Jahr wieder ab. Von 1611 bis 1614 diente er in der niederländischen Armee und trat 1615 als Hauptmann in die Dienste Herzog Friedrich Ulrichs, mit dem er an einem erneuten Angriff auf die Stadt Braunschweig teilnahm.

### Dreißigjähriger Krieg
Nach Beginn des Dreißigjährigen Krieges trat er, wie sein älterer Bruder Georg, in den Dienst Herzog Johann Ernsts zu Sachsen-Weimar. In der Schlacht am Weißen Berg kämpfte er auf Seiten der Protestantischen Union und geriet in Gefangenschaft der siegreichen Liga, aus der er gegen eine Geldzahlung freikam. Er wurde nachfolgend Oberleutnant eines Reiterregiments Herzog Wilhelms von Sachsen-Weimar. Er kämpfte im Juni 1622 in der für die Protestanten unglücklich endenden Schlacht bei Höchst und nahm seinen Abschied aus der Armee. Thilo Albrecht von Uslar ging auf sein Gut Waake und heiratete im selben Jahr Sophie von Adelebsen. Er trat 1625 in den Dienst Herzog Christians von Braunschweig und nahm gemeinsam mit seinem Bruder Friedrich Moritz an der Schlacht bei Lutter am Barenberge im August 1626 teil. Er kehrte auf seine Güter zurück und lehnte Aufforderungen, zum katholischen Glauben zu konvertieren und in das kaiserliche Heer einzutreten, ab.
Als erster deutscher Fürst ging Landgraf Wilhelm V. von Hessen-Kassel ein Bündnis mit dem schwedischen König Gustav II. Adolf ein, der 1630 auf Seiten der Protestanten in das Kriegsgeschehen eingegriffen hatte. Im Jahr 1631 trat Thilo Albrecht von Uslar in den Dienst des hessischen Landgrafen, der ihn zum Oberst über ein Regiment von acht Kompanien ernannte. Er kämpfte im September 1631 erfolgreich in der Schlacht bei Breitenfeld und nahm anschließend an der Einnahme mehrerer Städte im westlichen Deutschland teil. Bereits zum Generalmajor befördert, führte er im Frühjahr 1632 von Kassel aus einen zunächst siegreichen Angriff auf die Stadt Volkmarsen. Im Juni brachten ihm die von Hameln heranziehenden Truppen Pappenheims eine vollständige Niederlage bei. Vom Vorwurf, diese Niederlage verschuldet zu haben, wurde von Uslar in einem Kriegsgerichtsprozess freigesprochen. Er hatte bereits vorher seinen Abschied genommen und war erneut in den Dienst Herzog Friedrich Ulrichs getreten. Dieser ernannte ihn Ende 1632 zum Generalmajor, Geheimen Kriegsrat und Befehlshaber über ein Infanterie- und ein Kavallerieregiment. Im Frühjahr 1633 nahm er unter dem Oberbefehl Herzog Georgs von Braunschweig-Lüneburg, Fürst von Calenberg, an der Belagerung der Stadt Hameln teil und kämpfte im Juli des Jahres siegreich in der Schlacht bei Hessisch Oldendorf gegen die Kaiserlichen. Nachfolgend eroberte er die Stadt Peine und das Schloss Calenberg. Die Stadt Hildesheim belagerte er fast ein Jahr lang, bevor diese im Juli 1634 kapitulierte. Nach dem Tod Herzog Friedrich Ulrichs im August des Jahres wurden dessen wolfenbüttelsche Truppen in den Dienst des welfischen Gesamthauses gestellt. Herzog Georg ernannte Thilo Albrecht von Uslar zum Generalleutnant der schwedischen Krone und des Niedersächsischen Reichskreises. Während der Belagerung der Festung Minden starb von Uslar im Oktober 1634 durch einen Kanonenschuss.